# Auga Punta
Auga Punta es un sitio arqueológico en el Perú, está localizado en el distrito de Jircan, provincia de Huamalíes, departamento de Huánuco. Está situado a una altitud cerca de los 3,700 m (12,100 pies) en una montaña llamada Jircán, cerca de la localidad de Urpish.